# Bad Heilbrunn
Bad Heilbrunn – miejscowość i gmina uzdrowiskowa w Niemczech, w kraju związkowym Bawaria, w rejencji Górna Bawaria, w regionie Oberland, w powiecie Bad Tölz-Wolfratshausen. Leży około 10 km na zachód od Bad Tölz, przy drodze B11 i B472.

## Polityka
Wójtem gminy jest Thomas Gründl, poprzednio urząd ten obejmował Martin Bachhuber, rada gminy składa się z 16 osób.
|      | CSU | FW | Zieloni | FDP | Razem |
| 2008 | 7   | 7  | 2       | -   | 16    |
| 2002 | 9   | 6  | -       | 1   | 16    |